# Karabinek TAR-21
Tavor Assault Rifle – 21 – izraelski karabinek automatyczny produkowany przez koncern Israel Weapon Industries. Nazwa pochodzi od góry Tabor (hebrajska nazwa Tavor).

## Historia konstrukcji
Pierwszym opracowanym w Izraelu karabinkiem (bronią indywidualną, zasilaną nabojem pośrednim) był Galil, będący mocno zmodernizowaną wersją karabinka AK, a dokładniej fińskiego Valmeta M62. Jednak w jednostkach liniowych został on dość szybko zastąpiony przez amerykańskie karabinki M16. Na początku lat 90. dowództwo izraelskich sił lądowych postanowiło wprowadzić do uzbrojenia nowy karabinek, który po roku 2000 zastąpiłby w uzbrojeniu Galile i M16. Zadanie opracowania nowej broni powierzono firmie Israel Military Industries Ltd.
Pierwszym etapem prac projektowych było zebranie informacji o oczekiwaniach przyszłych użytkowników karabinka – izraelskich żołnierzy piechoty. Okazało się, że oczekują oni broni lżejszej, łatwiejszej w obsłudze. Oczekiwano także, że nowa broń zostanie wyposażona w celownik ułatwiający strzelanie (inny niż mechaniczny).
Opierając się na tych sondażach, zespół konstrukcyjny IMI Ltd. przyjął założenia konstrukcyjne nowego karabinu. Do prac włączono też specjalistów z firmy Formtech, którzy mieli się zająć zewnętrzną formą nowego karabinu (celem było uzyskanie maksymalnie ergonomicznej konstrukcji). Na tym etapie prac podjęto decyzję, że nowa broń będzie zbudowana w układzie bullpup.
Prace nad prototypem rozpoczęto w 1991 roku, ale były one utrzymywane w tajemnicy. Pomiędzy 1991 a 1993 rokiem wyprodukowano partię prototypową karabinów (95 sztuk). Zostały one przekazane do jednostek wojskowych w celu przetestowania. 10 sierpnia 1993 roku karabinek został po raz pierwszy zaprezentowany. Produkcję karabinka rozpoczęto ok. 2000 roku.
Od 2001 roku Tavor jest wprowadzany na uzbrojenie kolejnych jednostek Cahalu. W 2006 roku stał się podstawowym uzbrojeniem brygady Golani, w 2007 Giwati. Tavor był także eksportowany do kilkunastu krajów. Tajlandia zamówiła do 2009 roku ok. 45 000 karabinków TAR-21 (15 000 w 2007, 15037 we wrześniu 2008 i 13868 we wrześniu 2009). Armia Kolumbii zakupiła 30 000 tych karabinków. W mniejszych ilościach karabinki te używane są przez Indie (ok. 3500 sztuk przez jednostki specjalne), Azerbejdżan, Kostarykę, Gruzję, Gwatemalę, Peru i Turcję.
W październiku 2008 roku ukraińskie MSW poinformowało o nabyciu licencji na produkcję karabinka Tavor. Równocześnie poinformowano o nabyciu licencji na karabin maszynowy Negev. Nowa broń ma początkowo trafić na uzbrojenie funkcjonariuszy jednostek specjalnych MSW Ukrainy, a jej producentem mają być zakłady KP NWO Fort MWS Ukrainy.

## Wersje
- TAR-21 – wersja podstawowa

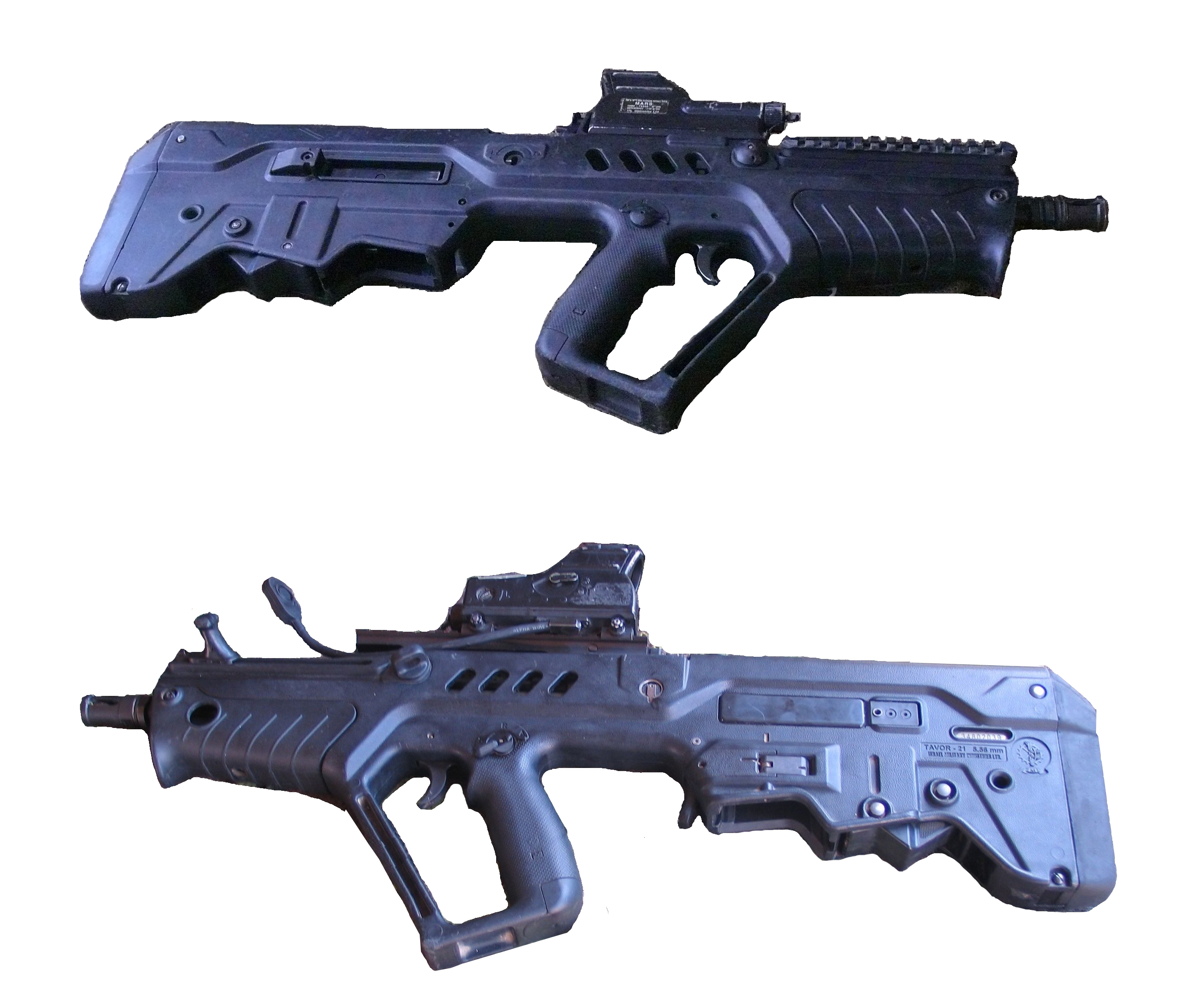
CTAR-21

- STAR-21 – (Sharpshooter TAR-21) wersja wyborowa z wydłużoną lufą i dwójnogiem. Zamiast celownika kolimatorowego optyczny. Według niepotwierdzonych informacji trwają prace nad dostosowaniem tej wersji do amunicji 7,62 × 51 mm NATO
- CTAR-21 – (Commando TAR-21) karabinek ze skróconą lufą
- MTAR-21 – (Micro TAR-21) karabinek z bardzo krótką lufą.

## Opis konstrukcji
Karabinek TAR-21 jest indywidualną bronią samoczynno-samopowtarzalną zasilaną standardowym nabojem pośrednim 5,56 × 45mm NATO. Zasada działania oparta na wykorzystaniu energii gazów prochowych odprowadzanych przez boczny otwór lufy. Ryglowanie przez obrót zamka. Mechanizm spustowy umożliwia strzelanie ogniem pojedynczym i seriami. Przełącznik rodzaju ognia (połączony z bezpiecznikiem) po obu stronach broni, w zasięgu kciuka dłoni spoczywającej na chwycie pistoletowym. Zasilanie z dwurzędowych magazynków łukowych o pojemności 30 naboi (można stosować dowolne magazynki zgodne ze STANAG NATO). Dźwignia zamkowa może znajdować się zarówno po lewej jak i prawej stronie karabinka przy tłoku gazowym, nie jest połączona z zespołem ruchomym broni i nie porusza się z nim podczas prowadzenia ognia. Broń standardowo wyposażona w celownik kolimatorowy MARS (Multi-purpose Aiming Reflex Sight). Przed kolimatorem znajduje się podstawa - szyna do montażu celownika noktowizyjnego. Broń wyposażona jest również w zaczep zamka, który zatrzymuje zamek z suwadłem w tylnym położeniu. By go zwolnić, należy wcisnąć do góry duży przycisk na spodzie komory zamkowej, za magazynkiem.

## Dane taktyczno-techniczne
| Wzór                                    | TAR-21            | STAR-21           | CTAR-21           | MTAR-21           |
| Nabój                                   | 5,56 × 45 mm NATO | 5,56 × 45 mm NATO | 5,56 × 45 mm NATO | 5,56 × 45 mm NATO |
| Masa broni niezaładowanej (kg)          | 2,8               | ?                 | 2,7               | 2,4               |
| Masa broni załadowanej (kg)             | 3,63              | ?                 | 3,54              | 3,24              |
| Długość broni (mm)                      | 720               | ?                 | 640               | 480               |
| Długość lufy (mm)                       | 460               | ?                 | 380               | 250               |
| Prędkość początkowa pocisku (m/s)       | 890               | ?                 | 860               | 770               |
| Szybkostrzelność teoretyczna (strz/min) | 750-900           | 750-900           | 750-900           | 750-900           |